# Witold Kuczyński
Witold Henryk Kuczyński (ur. 15 lipca 1961 w Długiem) – polski nauczyciel, śpiewak tradycyjny, poeta, instrumentalista, dokumentalista, działacz społeczny, regionalista z Kurpi Zielonych, kierownik Kurpiowskiego Zespołu Folklorystycznego „Carniacy”.

## Życiorys
Jest synem gawędziarza i ludowego śpiewaka pogrzebowego Józefa Kuczyńskiego oraz Franciszki z domu Kuta, śpiewaczki, członkini grupy Dłudzonki. Wychował się w rodzinie pielęgnującej tradycje regionalne, m.in. gwarę kurpiowską. W młodości był działaczem Związku Młodzieży Wiejskiej.
Po ukończeniu studiów pracował jako nauczyciel w szkole podstawowej w Bandysiach (1985–1987), a następnie, od 1987, w Czarni. W latach 1999–2001 był również nauczycielem w gimnazjum w Czarni, a następnie do jego likwidacji dyrektorem placówki. Przez rok (2000–2001) był dyrektorem szkoły podstawowej w Zdunku.
Założył i prowadził dziecięcy zespół ludowy „Bandysiaki” (1985–1987). Od 1987 jest organizatorem i kierownikiem zespołu „Carniacy”, którego jest członkiem, dokumentuje też jego działalność. Pisze scenariusze i reżyseruje widowiska obrzędowe i spektakle. Te w wykonaniu Carniaków pokazywano m.in. na Ogólnopolskim Sejmiku Teatrów Wsi Polskiej w Tarnogrodzie, w Teatrze Polskim, w Teatrze Studio i w Teatrze Montownia. Jest instruktorem tańca tradycyjnego. Pisze wiersze i gawędy w gwarze kurpiowskiej. Jest śpiewakiem i instrumentalistą-samoukiem. Założył folkową Kapelę Brata Zenona.
Jako śpiewak tradycyjny brał udział m.in. w Ogólnopolskim Festiwalu Kapel i Śpiewaków Ludowych: w 2009 z Męską Grupą Śpiewaczą z Czarni wyśpiewał Złotą Basztę, z uczniami (kategoria Mistrz i uczeń) zajmował I miejsca, samodzielnie również zdobył Złotą Basztę jako solista (2023). Jest jednym z prowadzących kazimierski festiwal. Był laureatem konkursów śpiewaczych w Ostrołęce, Myszyńcu, Mińsku Mazowieckim i Nowogrodzie.
Współtwórca Muzeum Kultury Kurpiowsko-Japońskiej im. Brata Zenona Żebrowskiego w Czarni. Członek orkiestry strażackiej z Czarni (od 1985) i OSP Czarnia, założyciel i prezes Stowarzyszenia Społeczno-Kulturalnego „Strzelec” w Czarni (1991). Jest członkiem Ostrołęckiego Towarzystwa Naukowego i Polskiego Towarzystwa Etnochoreologicznego, współzałożycielem i członkiem Związku Kurpiów.
Animator życia kulturalnego w gminie Czarnia i na Kurpiach Zielonych, wielokrotny konferansjer i prowadzący imprezy regionalne, pomysłodawca i realizator imprez folklorystycznych.
Ma żonę Alicję i dwoje dzieci: syna Cezarego i córkę Patrycję.

## Wyróżnienia, nagrody
- Srebrna Odznaka Związku Młodzieży Wiejskiej
- Złota Odznaka Związku Młodzieży Wiejskiej
- Odznaka honorowa „Za zasługi dla województwa ostrołęckiego”
- Srebrny Krzyż Zasługi
- Medal Komisji Edukacji Narodowej
- Medal Jędrzeja Cierniaka
- Medal X-lecia Związku Kurpiów
- nagroda Wielkie Spinki Góralskie[2]
- Nagroda Prezesa Związku Kurpiów „Kurpik” w kategorii „edukacja regionalna” (2002) i w kategorii „muzyka i taniec” (2004, wraz z „Carniakami”)[6]
- Odznaka „Zasłużony Działacz Kultury” (1996)
- Złoty Krzyż Zasługi (2000)
- Odznaka honorowa „Zasłużony dla rolnictwa” (2003)
- Medal „Zasłużony dla Kultury Teatralnej” (2008)
- Brązowy Medal „Zasłużony Kulturze Gloria Artis” (2021)[1]
- doroczna Nagroda Ministra Kultury i Dziedzictwa Narodowego w kategorii twórca ludowy (2023)[4].